# هاميش كير
هاميش كير (بالإنجليزية: Hamish Kerr)‏ هو منافس ألعاب قوى نيوزيلندي، ولد في 17 أغسطس 1996.

## روابط خارجية
- هاميش كير على موقع الاتحاد الدولي لألعاب القوى (الإنجليزية)
- هاميش كير على موقع الدوري الماسي (الإنجليزية)
- هاميش كير على موقع اللجنة الأولمبية الدولية (الإنجليزية)
- هاميش كير على موقع أوليمبيديا (الإنجليزية)
- هاميش كير على موقع اللجنة الأولمبية النيوزيلندية (الإنجليزية)